# Bernard Dunand
Bernard Dunand (* 2. September 1936 in Genf) ist ein Schweizer Segler. Er gewann bei den Olympischen Sommerspielen 1968 in Mexiko eine Silbermedaille.
Dunand gewann zusammen mit Louis Noverraz und Marcel Stern die Silbermedaille bei den Olympischen Spielen 1968 mit der 5.5 m IR (International Rule) in Acapulco.
Er trat für die SN Genêve an.